# Parga lamottei
Parga lamottei är en insektsart som beskrevs av Lucien Chopard 1947. Parga lamottei ingår i släktet Parga och familjen gräshoppor. Inga underarter finns listade i Catalogue of Life.